# 篦齿苏铁
篦齿苏铁（学名：Cycas pectinata）又称篦子苏铁，是苏铁科苏铁属的植物。分布在缅甸、印度、泰国、锡金、尼泊尔、老挝、柬埔寨、越南以及中国大陆的云南昆明等地，生长于海拔1,210米的地区，多生长在石灰岩山坡或杂木林中，目前尚未由人工引种栽培。

## 异名
- Cycas pectinata Griff. ssp. manhaoensis C. Chen et P. Yun

## 參看
- 越南篦齒蘇鐵 C. elongata